# Торевтика
Торевт се нарича майстор, който изработва предмети от скъпоценен метал, ковач. Торевтиката възниква с усвояване на уменията за обработка на метали - в епохата на халколита.
С появата на металообработването се появява и царската институция, като институция на еднолична власт. В тази епоха майсторството на ковача е свързвано с божественото знание и владетеля. Пример за поява на торевтика и торевти в българските земи е обществото, създало културата на Варненския халколитен некропол от IV хил. пр. Хр. Царете, погребани в некропола са означени и като торевти – заедно с изящните произведения от скъпоценен метал, в техните гробове са положени и ковачески инструменти брадва, длето, шило и др.